# Буки (Киевская область)

Храм святого Евгения в селе Буки

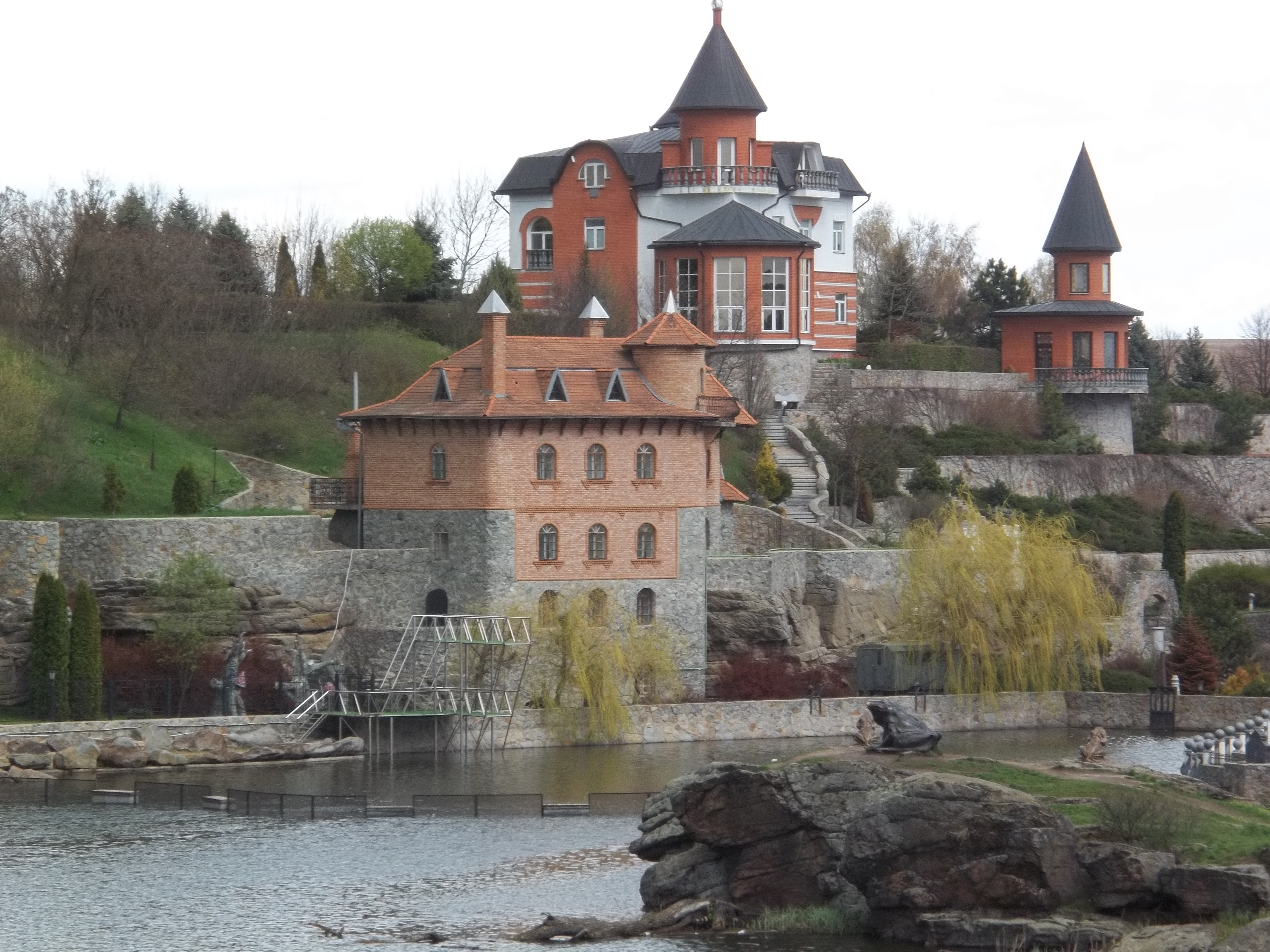
усадьба ОАО «Сквирский сырзавод»

Буки́ (укр. Буки) — село, входит в Белоцерковский район Киевской области Украины.

## География
Расположено на реке Раставице в 14 км от общинного центра — города Сквира, где находится и ближайшая автобусная станция. Село занимает площадь 3,8 км².
В селе расположен ландшафтный парк.

## История
На западной окраине села, на останце левого берега реки Раставицы, находится городище. Овальное в плане (площадь 1 га) поселение обнесено валом, уничтоженным карьером с северо-восточной стороны. Въезд прослеживается с юга. Сохранились остатки трёх валов. Культурный слой слабо насыщен обломками древнерусской (XII—XIII вв.) гончарной керамики. Недалеко расположено синхронное селище.
День села — 28 мая.

## Известные люди
- Ольгин, Моисей Иосиф (1878—1939) — американско-еврейский писатель, редактор, драматург и переводчик, политик, общественный деятель еврейского рабочего движения России и коммунистического движения США.
- Булгакова, Майя Григорьевна (1932—1994) — советская и российская актриса театра, кино и дубляжа. Народная артистка РСФСР (1977).

## Население
Население по переписи 2001 года составляло 622 человека.

## Местная власть
09000, Киевская обл., Белоцерковский р-н, г. Сквира, ул. Богачевского, 28.